# Top (Unix)
top è un comando disponibile su alcuni sistemi operativi Unix e Unix-like (tra cui GNU/Linux, FreeBSD, OpenBSD, macOS e HP-UX) che visualizza periodicamente sullo standard output un elenco di informazioni sui processi al momento presenti nel sistema, tipicamente ordinandolo in base all'utilizzo di CPU di ciascun processo in modo da indicare per primi i processi più intensivi.
Oltre alle informazioni sui processi sono solitamente indicate anche altre informazioni, come ad esempio:
- quantità totale di memoria libera e occupata;
- il livello medio di carico del sistema nell'ultimo minuto, negli ultimi cinque minuti e negli ultimi quindici minuti (in maniera analoga a quanto mostrato dal comando uptime).

A differenza del comando ps, le informazioni mostrate sono automaticamente aggiornate ogni pochi secondi, in modo da poter vedere l'andamento del sistema nel tempo.

## Storia
La prima versione di top fu realizzata nel 1984 per BSD 4.1 da William LeFebvre, che negli anni lo ha evoluto, aggiungendo funzionalità e supporto per altri sistemi Unix. Dal 31 gennaio 2003 il progetto è ospitato presso SourceForge con il nome di unixtop.

## Uso
La sintassi generale del comando top è la seguente:
```
top [
opzioni
]
```

Le opzioni e le funzionalità del comando top variano a seconda della particolare implementazione, per cui è necessario fare riferimento alla documentazione specifica, tuttavia è normalmente possibile avviarlo senza parametri né opzioni e senza disporre di particolari privilegi.

## Alternative
I sistemi operativi che non offrono di serie una implementazione del comando top generalmente offrono delle alternative equivalenti:
- nei sistemi Solaris, a partire dalla versione 8, è possibile usare il comando prstat[8];
- nei sistemi AIX è possibile usare il comando topas[9].

### Alternative con interfaccia grafica
- Il desktop environment GNOME offre GNOME System Monitor (o gnome-system-monitor)
- Il desktop environment KDE offre KDE System Guard (o ksysguard)
- macOS offre Monitoraggio Attività
- AIX offre procmon